# John P. Jones

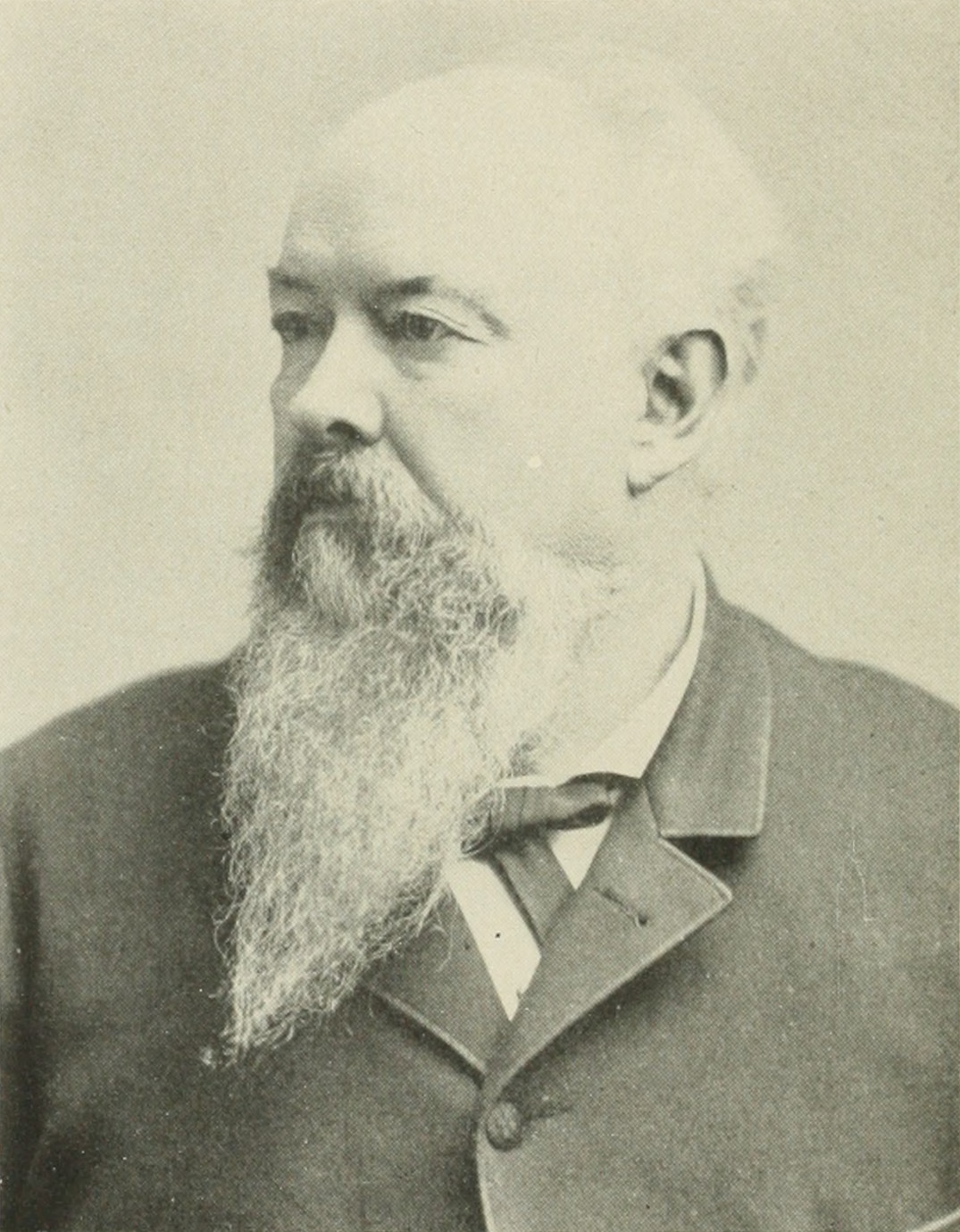
John P. Jones

John Percival Jones (* 27. Januar 1829 in Herefordshire, England; † 12. November 1912 in Los Angeles, Kalifornien) war ein britisch-amerikanischer Politiker der Republikanischen Partei, der von 1873 bis 1903 den Bundesstaat Nevada im US-Senat vertrat.

## Frühe Jahre
John Jones war eines von 13 Kindern von Thomas Jones und seiner Frau Mary. Die Familie verließ im Jahr 1801 ihre britische Heimat und wanderte in die Vereinigten Staaten aus und ließ sich in Cleveland nieder. Dort erwarb Thomas Jones Grundbesitz und betätigte sich im Marmorhandel.
Im Jahr 1849 wurde John Jones durch den Goldrausch nach Kalifornien gelockt. Er lebte dort im Trinity County und wurde sowohl im Bergbau als auch in der Landwirtschaft aktiv; außerdem fungierte er als Sheriff dieses Bezirks. Von 1863 bis 1867 gehörte er dem Senat von Kalifornien an; eine Kandidatur als Vizegouverneur des Staates an der Seite von George Congdon Gorham blieb erfolglos.
Jones zog im Jahr 1868 nach Gold Hill in Nevada weiter. Dort fungierte er als Leiter der Crown-Point-Silbermine, die zur Comstock Lode gehörte. Als dort 1870 Silbererz entdeckt wurde, erwarben Jones und sein Partner Alvinza Hayward genügend Anteile, um die Kontrolle der Mine zu übernehmen.
Mit seiner ersten Frau Hannah, die er 1861 heiratete, hatte Jones einen Sohn. Nach ihrem Tod im Jahr 1871 ging er 1875 eine zweite Ehe mit Georgina Sillivan ein. Sie hatten drei gemeinsame Töchter, darunter die Tennisspielerin Marion Jones, die im Jahr 1900 sowohl im Einzel als auch im Mixed die Bronzemedaille bei den Olympischen Spielen in Paris gewann. Eine weitere Tochter, Alice, heiratete den Bildhauer und Maler Frederick William MacMonnies.

## US-Senator
Die Nevada Legislature wählte Jones im November 1872 zum US-Senator, wo er am 4. März 1873 die Nachfolge von James W. Nye antrat. Nach mehrfacher Wiederwahl konnte er dort bis zum 4. März 1903 fünf Amtsperioden verbringen. Während dieser Zeit war er von 1877 bis 1881 sowie von 1883 bis 1893 Vorsitzender des Committee on Auditing the Contingent Expenses. Zwischen 1893 und 1903 führte er außerdem den Vorsitz im Ausschuss für Infektionskrankheiten.
Jones war an der Einführung der 20-Cent-Silbermünze beteiligt, die sich zwischen 1875 und 1876 in Umlauf befand. Wie viele Republikaner aus dem Westen der Vereinigten Staaten kehrte er seiner Partei aufgrund deren Haltung zum Bimetallismus im Jahr 1896 den Rücken und schloss sich der Silver Republican Party an. Später ging er wieder zu den Republikanern zurück, doch er verzichtete im Jahr 1902 auf eine erneute Wiederwahl.

## Geschäftliche Aktivitäten
Zusammen mit seinem Co-Senator aus Nevada, William M. Stewart, investierte Jones 1874 in die Panamint-Silberminen nahe Independence in Kalifornien. Er hatte vor, eine Eisenbahnverbindung von den Minen bis zum Pazifik nahe Santa Monica einzurichten; im Jahr 1877 war das Silber der Panamint-Minen jedoch schon komplett abgebaut, woraufhin die Anlage geschlossen wurde.
Zusammen mit Robert Symington Baker rief Jones 1875 die Town of Santa Monica ins Leben. Im Jahr zuvor hatte er auf dem Gebiet der späteren Stadt eine Ranch von Baker erworben. Jones gründete auch die erste von Los Angeles nach Santa Monica führende Eisenbahn, die Los Angeles and Independence Railroad, die er aber aufgrund von finanziellen Problemen 1877 an die Southern Pacific Railroad verkaufen musste.
Nach dem Ende seiner Zeit im Kongress zog sich Jones auf sein Anwesen „Miramar“ in Santa Monica zurück, beaufsichtigte aber weiter seine geschäftlichen Aktivitäten. Kurz vor seinem Tod verkaufte er sein Haus an King Camp Gillette. Dieser veräußerte es 1921 wiederum an einen Hotelier, der daraus das „Hotel Miramar“ machte. Noch heute befindet sich dort – nach mehreren Umbauten und Besitzerwechseln – das Fairmont Miramar Hotel.